# Исохоокана-Асунмаа, Тютти
Тютти Мария Исохоокана-Асунмаа (фин. Tytti Maria Isohookana-Asunmaa; 24 сентября 1947, Хаукипудас, Финляндия) — финский политик; с 1991 по 1995 годы — министр культуры Финляндии; член Парламентской ассамблеи Совета Европы.

## Биография
Родилась 24 сентября 1947 года в местечке Хаукипудас недалеко от Оулу.
По окончании высшего учебного заведения получила степень доктора государствоведения. Находилась с учебными поездками в Швеции, Египте, Италии, СССР.
С 1972 года — член Совета уполномоченных коммуны Хаукипудас.
С 1973 года находилась на преподавательской работе в университете Оулу, где вела курс истории и обществоведения на педагогическом отделении.
В 1980-е годы входила в Государственный Совет Финляндии по делам молодежи. С 1985 по 1987 годы — председатель Совета по обучению взрослых.
С 1987 года трудилась в должности члена административного совета Фильмофонда Финляндии.
Являлась членом административных советов и правлений АО «Кемира», кооператива «Арина», Центрального Союза кооперативов Финляндии.
С 1983 года депутат Парламента Финляндии от партии Финляндский центр. С 1983 по 1987 годы входила в состав делегации Финляндии в Северном совете.
В 1988 году избиралась выборщиком президента. Входила в руководство женского союза партии Финляндский центр.
С 26 апреля 1991 по 12 апреля 1995 годы была назначена министром культуры Финляндии.
Член Парламентской ассамблеи Совета Европы, поднимала вопрос дискриминации коренного народа в Республике Марий Эл.

## Награды
- Командор ордена Белой розы Финляндии (6 декабря 1993 года)[3].

## Труды
Автор рядя трудов по истории Аграрного Союза (название Партии Финляндский Центр до 1965 года) и подготовке педагогических кадров.
- Maalaisliitto Pohjois-Suomessa. Kehitysjakso vuosina 1906—1939. Turku, Helsinki: Turun yliopisto, 1980. ISBN 951-641-868-6
- Maalaisliitosta Kainuun valtapuolue. Puolueen kehityksen tarkastelua v. 1906—1939. Kajaani: Keskustapuolue, Kainuun piirijärjestö, 1985. ISBN 951-99692-5-X
- Meren tuuli. Jyväskylä: Minerva, 2005. ISBN 952-5478-81-5
- Maalaisliitto-Keskustan historia 5. Virolaisen aika. Maalaisliitosta Keskustapuolue 1963—1981. Helsinki: WSOY, 2006. ISBN 951-0-32695-X
- Yhteinen hyvä — paras hyvä. Kerttu Saalastin elämäkerta. Nivala: Kerttu Saalasti Säätiö, 2008. ISBN 978-952-92-4524-6
- Pieni tarina csángóista. Ranua: Mäntykustannus, 2011. ISBN 978-952-5712-48-3
- III Всемирный конгресс финно-угорских народов 10-13 декабря 2000 Хельсинки (Финландия)

## Семья
Замужем. Имеет сына.